# کتابداری تطبیقی
کتابداری تطبیقی  یا همسنجشی، رشته‌ای از کتابداری و علوم اطلاع‌رسانی است که در آن تعدادی از نظام‌ها – ساختارها و تکنیک‌ها به منظور جایگزین کردن برخی مشخصات خاص در یک قالب خاص قابل تعمیم، بررسی می‌شود. در واقع اصطلاح کتابداری تطبیقی اصطلاح نسبتاً جدیدی است (سیمسووا، ۱۳۷۱) با وجود این، مطالعاتی را که می‌توان این اصطلاح را برای آن‌ها به کار برد از پیش نیز وجود داشته‌اند. از قدیمی‌ترین تعاریف برای کتابداری تطبیقی می‌توان به تعریف چیس دین اشاره کرد او می‌گوید: «کتابداری تطبیقی مطالعه پیشرفت کتابخانه در کشورهای مختلف است تا مشخص شود کدام پیشرفت‌ها قرین موفقیت بوده و در جای دیگر قابل تقلید است. بنابراین این مطالعه (مطالعه تطبیقی) آزمون فلسفه‌ها و سیاست‌های کتابداری در مقیاسی بین‌المللی است...پس این تنها کتابداری است که می‌تواند کتابخانه‌ها را به هم ارتباط دهد» یکی دیگر از صاحب نظران جکسون است که تعریف رو به رو را ارائه می‌دهد: «کتابداری تطبیقی رشته‌ای مطالعه‌ای است که به تطبیق نظریه و عمل کتابداری در کشورهای مختلف می‌پردازد و هدف آن عمق بخشیدن و وسعت دادن به درک مسائل فراملی است.» (سیمسووا، ۱۳۶۱). در ادبیات حرفه‌ای کتابداری مقصود از کتابداری تطبیقی مطالعه، تدریس و تحقیق در رئوس مطالب مراکز آموزش کتابداری و توجه به توسعه بیش از پیش اهداف آن از طریق روش‌شناسی است. کتابداری تطبیقی نیز نظیر سایر علوم به مشاهده و آزمایش ارزش زیادی می‌دهد و همواره هدف‌های پراگماتیک (ماده گرا) را دنبال می‌کند که از آن جمله‌اند: ۱- تنظیم خط مشی برای برنامه‌های کتابخانه‌های جدید در داخل یا خارج از کشور. ۲- آنالیز انتقادی و حل مسائل جامع کتابخانه. ۳- تسهیل مبادله مواد کتابخانه و اطلاعات بین کشورهای مختلف. ۴- تقویت پایه‌های آموزش و کارعملی برای دانشجویان خودی و خارجی (سیمسووا، ۱۳۷۱). در نهایت یکی از رسمی‌ترین تعاریف برای کتابداری تطبیقی جمله‌ای از مؤسسه برنامه‌های آموزش کتابداری در سطح جهانی است که می‌گوید: «کتابداری تطبیقی شامل بررسی یک یا چند جنبه از نظریه کتابداری و عمل یا تأثیر آن در دو یا چند جامعه یا ناحیه جغرافیایی است.» (سیمسووا، ۱۳۶۱).

## تاریخچه کتابداری تطبیقی
این اصطلاح را نخستین بار چیس دین با انتشار دو مقاله در سال ۱۹۵۴ بر مبنای تجربیاتی که از یک بررسی گروهی در دانشگاه شیکاگو به دست آورده بود به کار گرفت. تا ده سال بعد این اصطلاح در هیچ نوشته‌ای به کار نرفت تا اینکه در سال ۱۹۶۴ آقای فاسکت (از دیگر صاحب نظران در حوزه کتابداری تطبیقی) طی نطقی که در دانشگاه میشیگان می‌کرد باز به موضوع کتابداری تطبیقی پرداخت (سیمسووا، ۱۳۶۱).

## چهار قانون در کتابداری تطبیقی
در یک نگرش اگر کتابداری جهانی را همان کتابداری تطبیقی گسترش یافته بدانیم پس چهار قانون کتابداری جهانی را که توسط ریچارد کرزیس و گاستون لیتون گفته شده را در مورد کتابداری تطبیقی نیز می‌توان به کار بست. این چهار قانون عبارتند از: ۱- قانون اقتضا و مناسبت. ۲- قانون ارتباط و پیوندها. ۳- قانون توجه به یکپارچگی نسبی. ۴- قانون یکپارچگی کامل. قانون اول می‌گوید که جنبه‌های موفقیت‌آمیز کتابداری مانند قانون‌گذاری، ادبیات و خدمات که ارضاکننده نیازهای ملی هستند، باید با در نظر گرفتن واقعیت‌های کشور طرح ریزی شوند و این یعنی موفقیت اجرای طرحی نوین (در زمینه کتابداری) در یک جامعه، به مطابقت آن با عوامل فرهنگی، تاریخی، سیاسی، و اقتصادی آن جامعه بستگی دارد. قانون دوم به این موضوع می‌پردازد که تمام جنبه‌های رشته کتابداری در یک جامعه با یکدیگر ارتباط دارند و کیفیت هر جنبه در سایر جنبه‌ها منعکس خواهد شد. مثلاً ضعف قوانین کتابخانه در یک جامعه باعث ضعف کنترل کتابشناختی در همان جامعه می‌شود. قانون سوم می‌گوید که با عبور جنبه‌های مختلف کتابداری از مرزهای ملی و جهانی شدن آن، نیاز تعدیل و تنظیم عناصر تشکیل دهنده این رشته به استاندارد شدن بیشتر می‌شود. و در نهایت قانون چهارم توضیح می‌دهد که استاندارد کردن فرایندی است که باعث می‌شود تمام متغیرهای کتابداری یکدست شوند و در نهایت کتابداری جهانی به وجود آید (کرزیس، ۱۳۸۰).

## انواع مطالعات در قلمرو کتابداری تطبیقی
مطالعه منطقه ای
به‌طور کلی مطالعات در کتابداری تطبیقی به سه بخش کلی تقسیم می‌گردند: ۱- مطالعات منطقه‌ای. ۲- مطالعات موردی. ۳- مطالعه موضوعی (تطبیقی).
در مطالعه منطقه‌ای تمام رشته کتابداری در یک منطقه جغرافیایی خاص مورد مطالعه قرار می‌گیرد، مثلاً کتابخانه‌های فرانسه. در واقع مطالعات منطقه‌ای پایه و اساس یک کار تطبیقی را تشکیل می‌دهد. زمانی که یک دانشجو در کار مطالعه منطقه‌ای مشغول است، مسئله تطبیق هیچ گاه به‌طور کامل از ذهن او بیرون نمی‌رود و اگر دربارهٔ مثلاً یک کشور بیگانه مطالعه می‌کند در هر مرحله از کارش ناچار به مقایسه خواهد بود (سیمسووا، ۱۳۷۱).
ما در مطالعات منطقه‌ای پنج قاره دنیا را به نه منطقه جامع که در آن فعالیت‌های جاها فعالیت‌های کتابداری انجام می‌گیرد تقسیم می‌کنیم.این تقسیمات به شرح زیر است:
آسیا: ۱- خاورمیانه ۲- آسیای مرکزی، آسیای جنوبی، شرق آسیا، و آسیای جنوب شرقی
آفریقا: ۳- آفریقا
اروپا: ۴- اتحاد جماهیر شوروی ۵- اروپای غربی ۶- اروپای شرقی
آمریکا: ۷- آمریکای لاتین ۸- ایالات متحده و کانادا 
اقیانوسیه و استرالیا: ۹- استرالیا، زلاندنو، اقیانوسیه
در هر یک از مناطق جغرافیایی یادشده ۱۱ جنبه از کتابداری بررسی خواهد شد که عبارتند از: ۱- کنترل کتابشناختی ۲- قانون کتابخانه‌ها ۳- پشتیبانهای مالی ۴- حرفه ۵- کتابداران دست اندرکار ۶- انجمن‌ها ۷- مؤسسات آموزشی ۸- ادبیات کتابداری ۹- مؤسسات خدماتی ۱۰- خدمات ۱۱- طرح‌های آینده (کرزیس، ۱۳۸۰).

## مطالعه موردی
مطالعه موردی عبارت است از بررسی یک مسئله در یک منطقه جغرافیایی خاص، مثلاً مطالعه کتابخانه‌های سیار در انگلیس. اهداف مطالعات موردی دارای طیف وسیعی هستند و دانشجویان برای رسیدن به مطالعه موردی باید پایه بسیار قوی از نظر علمی داشته باشند (سیمسووا، ۱۳۷۱).

## مطالعه موضوعی
در رابطه با این مطالعه چون مقدار منابع و مأخذ کم بود و اطلاعات دچار کاستی بود مطلبی ذکر نمی‌گردد.

## اصل تطبیق در مطالعات کتابداری
استفاده از اصل تطبیق در مطالعات کتابداری تاریخچه دقیقی ندارد و نمی‌توانیم برای آن زمان خاصی به عنوان مبدأ مشخص کنیم. امّا در اهمیت اصول تطبیق همین بس که بدانیم در کتابخانه آشوربانیپال در نینوا و در کتابخانه‌های عمومی پریکلس و هرودوت کاتبان و نگهبانان (خازن) کتاب معمولاً نسخه‌های خطی کتاب‌های مختلف را با یکدیگر منطبق می‌کردند و مقایسه می‌نمودند (به نظر می‌آید یکی از کاربردهای اصلی مطالعات تطبیقی در فهرستنویسی نسخ خطی است)(کرزیس، ۱۳۸۰). اما جی.ام.بالدوین تطبیق را این گونه تعریف می‌کند: «تلاشی است برای تشخیص تفاوت‌ها و تشابهات بین دو یا چند شی.» یک تطبیق کامل مراحلی دارد که از این قرار است: 
ابتدا هر واحد اطلاعاتی مربوط به یک کشور با واحد متقابل کشور دیگر تطبیق می‌شود - بعد رابطه هر واحد اطلاعاتی با واحد اطلاعاتی دیگر در داخل همان کشور برقرار می‌شود - سپس کلیات طرح تمام واحدها در داخل یک کشور با طرح داخل کشور دیگر تطبیق می‌شود.
جی.زد.اف.بردی این نوع تطبیق را متعادل می‌نامد.به غیر از این نوع تطبیق نوع دیگری به نام تطبیق تصویری نیز وجود دارد (سیمسووا، ۱۳۷۱).

## آموزش کتابداری تطبیقی
فلسفه آموزش کتابداری تطبیقی این است که دانش را نمی‌توان به صورت مقوله‌های مجزا تلقی کرد. دانشجو باید خودش آن را کشف کند و کتابداری تطبیقی نیز در همین جهت به او کمک می‌کند.روش‌هایی که از طریق کتابداری تطبیقی آموزش داده می‌شود به‌طور دقیق در عمل به کار خواهد رفت، مشروط بر اینکه دانشجو زمینه خوبی در روش‌های تحقیق ابتدایی بدست آورده باشد. در واقع سود نهایی مطالعه کتابداری تطبیقی عبارت است از تغییراتی که در رفتار دانشجو در زمینه شناخت دنیای اطراف خود به وجود می‌آید (سیمسووا، ۱۳۷۱).
کتابداری تطبیقی را در سطوح مختلف می‌توان آموزش داد و حتی دانشجویان لیسانس نیز می‌توانند از آن بهره گیرند کما اینکه بیشتر مربوط به دوره فوق لیسانس است. دانشجویانی که در س کتابداری تطبیقی را انتخاب می‌کنند، می‌دانند که این درس به کار انفرادی و قوه ابتکار خیلی زیادی احتیاج دارد و هم چنین وقت گیر است. در پایان یکی از دوره‌های کتابداری تطبیقی که در بریتانیا برگزار شده بود، از دانشجویان تقاضا شد که پرسش نامه‌ای را در رابطه با دید کلی شان در مورد این دوره تکمیل نمایند. اغلب آن‌ها معتقد بودند که این درس به آن‌ها وسعت نگاه بخشیده‌است. البته بیشتر دانشجویان کتابداری تطبیقی را تا حدودی موضوع مشکلی می‌پنداشتند و دلایل این تصور را هم به شرح رو به رو می‌گفتند: فقدان منابع، نیاز به کار انفرادی، تصمیم‌گیری شخصی مداوم، مقدار کار و حجم موادی که باید تنظیم شود. اما در این جمع دانشجویانی هم بودند که این دروه را به عنوان خلاق‌ترین دوره می‌دانستند (کرزیس، ۱۳۸۰)

## نتیجه‌گیری
با توجه به مطالب گفته شده در این نوشته می‌توان گفت که کتابداری تطبیقی یکی از شاخه‌های پیچیده و مشکل کتابداری است که آموزش آن حتی نیاز به دروه‌ای جداگانه دارد و نیز این دوره به دانشجویان توانایی و مهارت بیشتری در حل مشکلات تحصیلی می‌دهد.در کشور ایران و در دوره‌های کتابداری به نظر می‌آید توجه چندانی به این شاخه از کتابداری نمی‌شود به خاطر همین امیدواریم که در سال‌های بعد شاهد بذل توجه بیشتر از طرف گروهای کتابداری سراسر کشور به کتابداری تطبیقی باشیم.